# NGC 313
NGC 313 is een dubbelster in het sterrenbeeld Vissen.
NGC 313 werd op 19 november 1850 ontdekt door Bindon Blood Stoney (1828-1909), een assistent van de Ierse astronoom William Parsons.